# Edward Miner Gallaudet

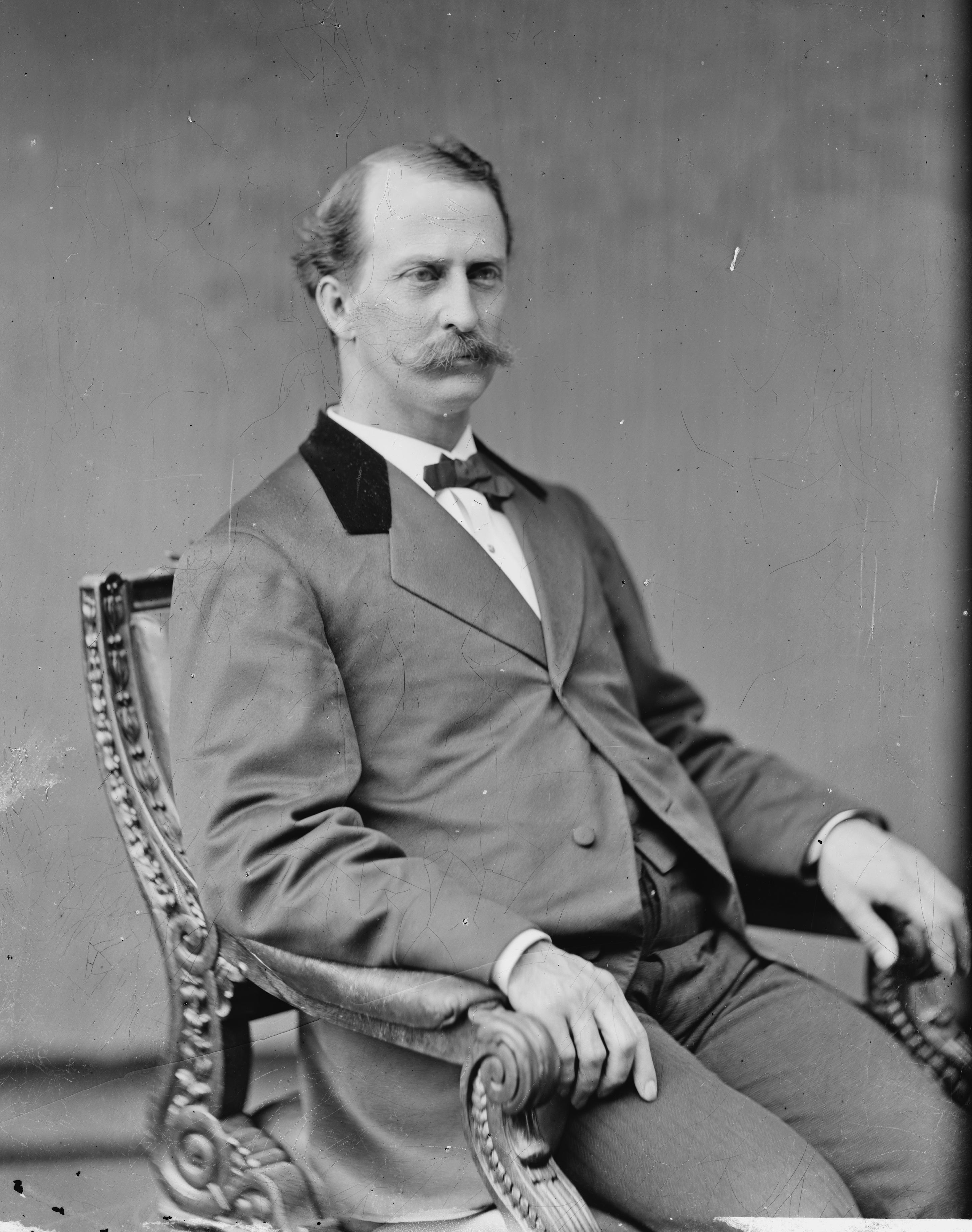
Edward Miner Gallaudet

Edward Miner Gallaudet (Hartford (Connecticut), 5 februari 1837 - aldaar, 26 september 1917) was een bekende Amerikaanse dovenonderwijzer in Washington D.C. Hij heeft in 1864 de eerste hogeschool voor doven opgericht, de latere Gallaudet-universiteit. Zijn vader was de predikant en dovenpionier Thomas Hopkins Gallaudet.